# Слисаренко, Леонид Алексеевич
Слисаренко Леонид Алексеевич (укр. Слісаренко Леонід Олексійович) — советский и украинский актёр.

## Биография
Леонид Слисаренко родился 18 июня 1926 года в селе Городище Полтавской области.
В кинематографе с 1970 года. Снялся более чем в десяти советских украинских фильмах. Был членом Союза кинематографистов Украины.
Умер 8 декабря 2000 года.

## Фильмография
- 1959 — Любой ценой — санитар (нет в титрах)
- 1960 — Грозные ночи — связной (нет в титрах)
- 1970 — Чёртова дюжина
- 1970 — Ни пуха, ни пера! — Шпак
- 1973, 1975, 1976 — Дума о Ковпаке — Степан Крымов
- 1977 — Право на любовь — Немой
- 1979 — Стеклянное счастье
- 1981 — Под свист пуль — торговец оружием
- 1982 — Казнить не представляется возможным
- 1983 — Миргород и его обитатели — квартальный
- 1983 — Водоворот — Тетеря
- 1984 — День рождения (короткометражный)
- 1986 — И никто на свете…